# Замосьце-Кольонія
Замосьце-Кольонія (пол. Zamoście-Kolonia) — село в Польщі, у гміні Стшельці-Великі Паєнчанського повіту Лодзинського воєводства.
Населення — 311 осіб (2011).
У 1975-1998 роках село належало до Ченстоховського воєводства.

## Демографія
Демографічна структура станом на 31 березня 2011 року:
|          | Загалом | Допрацездатний вік | Працездатний вік | Постпрацездатний вік |
| -------- | ------- | ------------------ | ---------------- | -------------------- |
| Чоловіки | 157     | 29                 | 108              | 20                   |
| Жінки    | 154     | 28                 | 81               | 45                   |
| Разом    | 311     | 57                 | 189              | 65                   |